# American Traitor: The Trial of Axis Sally
American Traitor: The Trial of Axis Sally is een Amerikaanse historische dramafilm uit 2021, geregisseerd door Michael Polish. De film is gebaseerd op het boek Axis Sally Confidential van William E. Owen en gaat over het leven van de Amerikaanse radiopresentatrice Mildred Gillars.

## Verhaal
De Amerikaanse advocaat James Laughlin krijgt de opdracht om Mildred Gillars te verdedigen, een voormalige Amerikaanse radiopresentatrice die in Duitsland werkte en toen de bijnaam Axis Sally kreeg. Ze wordt ervan beschuldigd haar land te hebben verraden tijdens de Tweede Wereldoorlog door deel te nemen aan nazipropaganda.

## Rolverdeling
| Acteur             | Personage           |
| ------------------ | ------------------- |
| Meadow Williams    | Mildred Gillars     |
| Al Pacino          | James Laughlin      |
| Thomas Kretschmann | Joseph Goebbels     |
| Swen Temmel        | Billy Owen          |
| Mitch Pileggi      | John Kelley         |
| Carsten Norgaard   | Max Otto Koischwitz |
| Lala Kent          | Elva                |

## Productie
In mei 2017 werd aangekondigd dat EFO Films de rechten had verworven op een scenario geschreven door Vance Owen en Darryl Hicks, gebaseerd op een boek van William E. Owen.
In november 2018 werkten de acteurs Al Pacino, Meadow Williams en Swen Temmel mee aan de film, die geregisseerd wordt door Michael Polish. In februari 2019 werden ook Thomas Kretschmann, Mitch Pileggi en Lala Kent bevestigd. In april werd ook de Deense acteur Carsten Norgaard aangekondigd.
De opnames vonden plaats in februari 2019 in Puerto Rico, met name in Dorado.

## Release
In april 2021 verwierven Vertical Entertainment en Redbox Entertainment de Noord-Amerikaanse distributierechten voor de film, die de titel American Traitor: The Trial of Axis Sally had gekregen en de geplande releasedatum ervan op 28 mei 2021.

## Ontvangst
Op Rotten Tomatoes heeft American Traitor: The Trial of Axis Sally een waarde van 19% en een gemiddelde score van 4,20/10, gebaseerd op 21 recensies. Op Metacritic heeft de film een gemiddelde score van 25/100, gebaseerd op 6 recensies.